# Petit mont Blanc (massif de la Vanoise)
Pour les articles homonymes, voir Mont Blanc (homonymie).
Le Petit mont Blanc est une montagne de France située en Savoie, dans le massif de la Vanoise, au-dessus de Courchevel et de Pralognan-la-Vanoise.

## Géographie
Son sommet culminant à 2 680 mètres d'altitude est marqué par une table d'orientation. La montagne est constituée de gypse, tout comme la crête du mont Charvet et la dent du Villard au nord ou encore le col du Soufre au sud, ce qui lui confère son aspect chaotique aux flancs couverts d'éboulis et entaillés par l'érosion. Son versant occidental est inclus dans une réserve biologique dirigée.

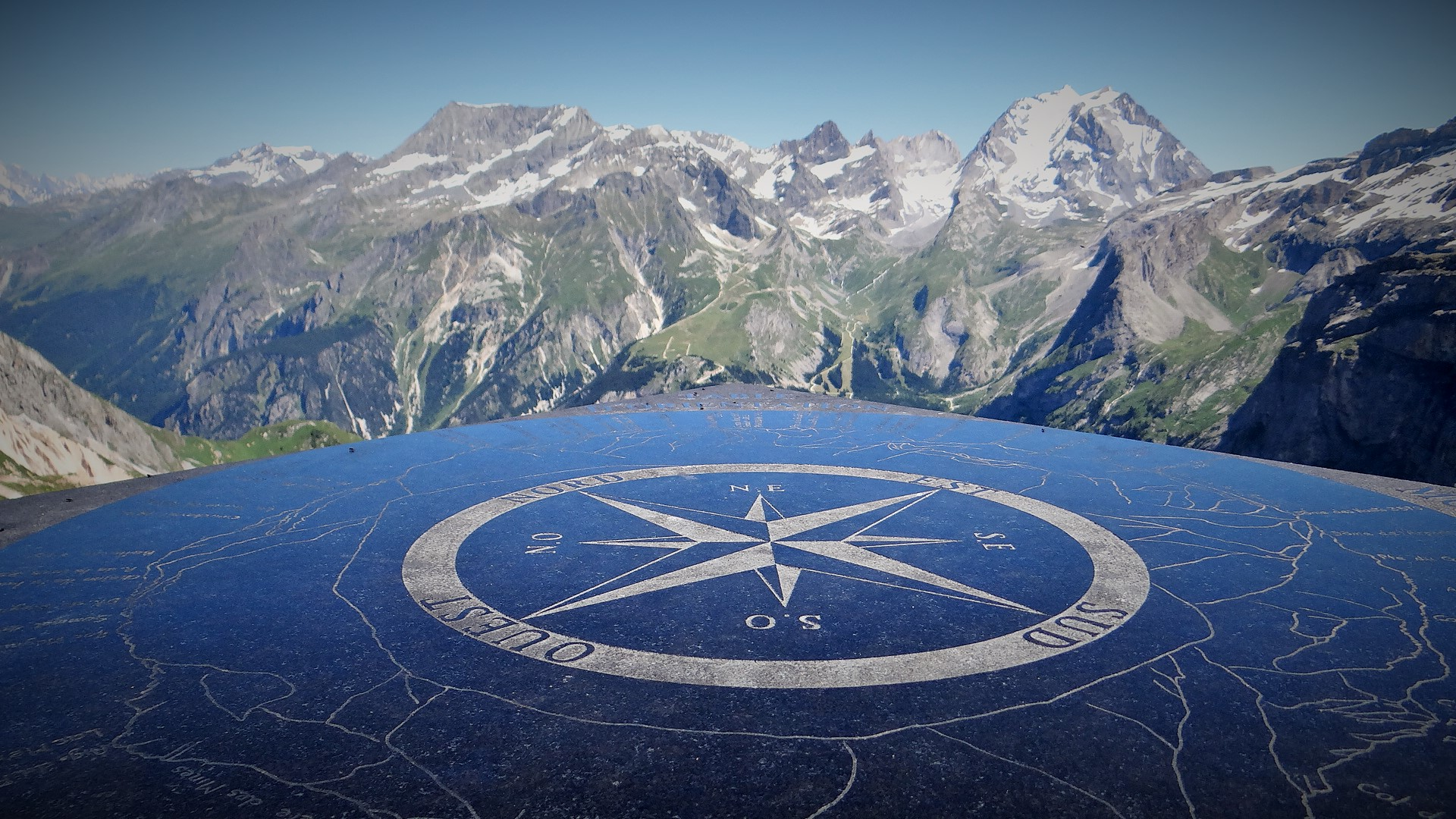
Panorama sur le Grand Bec (à gauche) et la Grande Casse (à droite) depuis le sommet du Petit Mont Blanc.

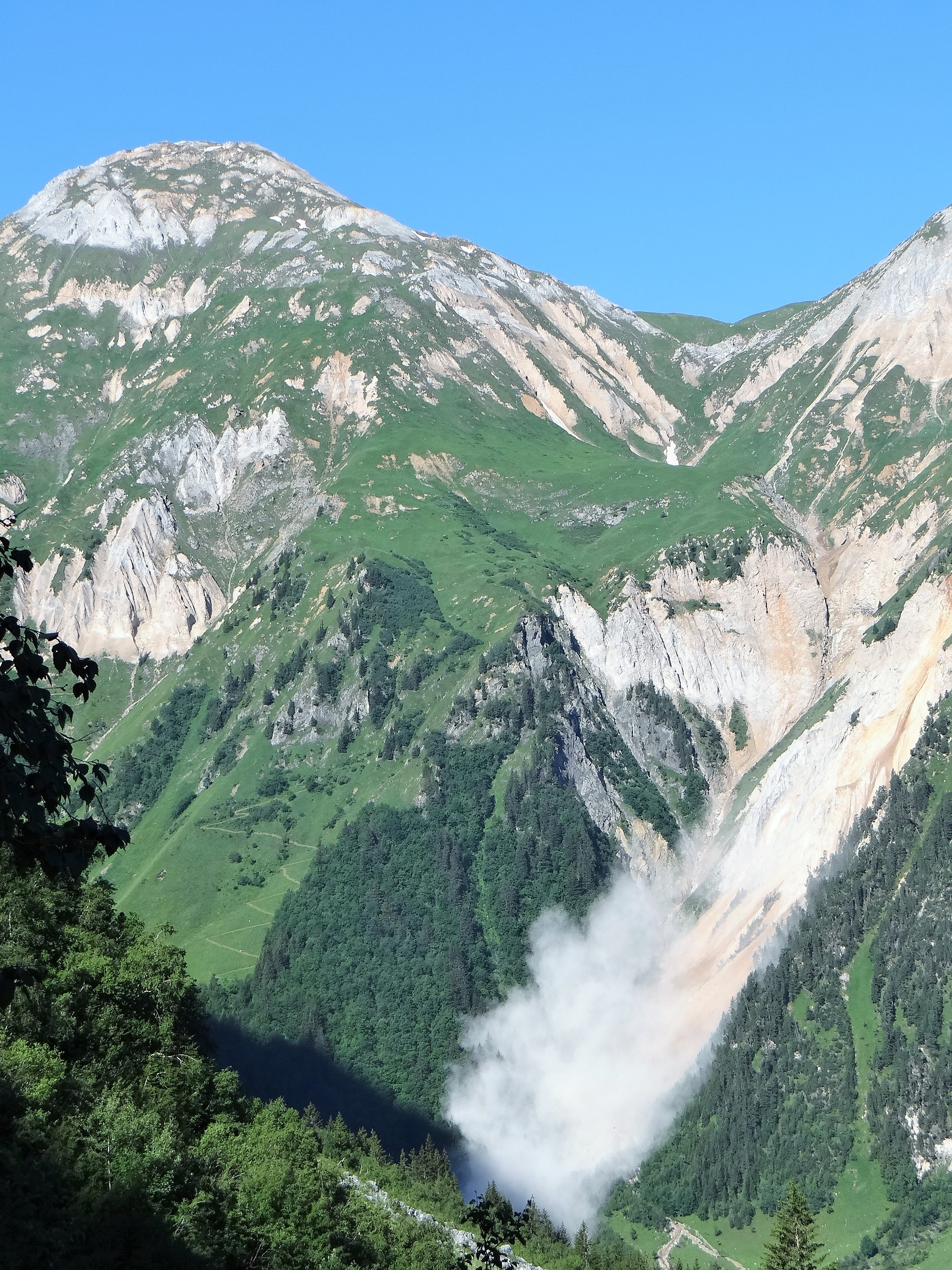
Éboulement en juillet 2013 dans le ravin de Letchu au pied du Petit mont Blanc et des dents de la Portetta.